# Tuinmanswoning (gebouw)

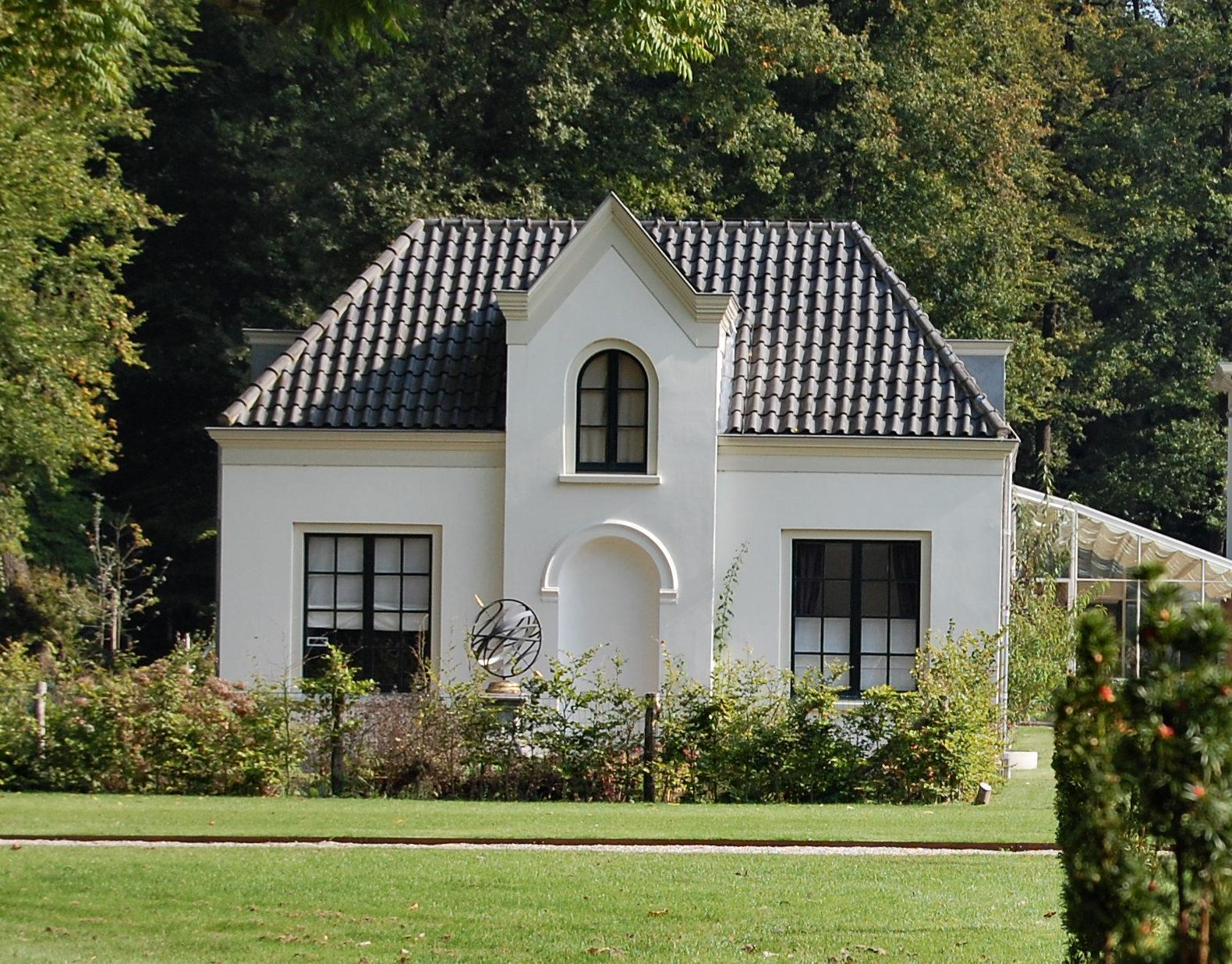
Een tuinmanswoning

Een tuinmanswoning is een dienstwoning die oorspronkelijk bedoeld was voor de tuinman of hovenier van een buitenplaats, landgoed of groot landhuis. Deze tuinman was verantwoordelijk voor het beheer en onderhoud van de tuinen en soms ook voor de verzorging van de boomgaard, kassen of andere delen van het terrein. De woning stond meestal op of vlak bij het landgoed.
Kenmerken
- Kleine tot middelgrote woning, vaak eenvoudig van opzet.
- Lag meestal aan de rand van het terrein, bij een toegangshek of in de buurt van de moestuin of boomgaard.
- In stijl vaak aangepast aan de hoofdwoning, maar soberder uitgevoerd.
- Soms gecombineerd met een schuur of dienstgebouw.

In latere tijden zijn veel van deze tuinmanswoningen omgebouwd tot gewone woonhuizen, soms met behoud van originele details. In erfgoedcontext wordt de term nog gebruikt om de oorspronkelijke functie te duiden.